# Bohdanivka, Bobrîneț
Bohdanivka (în ucraineană Богданівка; în trecut, Frunze, în ucraineană Фрунзе) este un sat în comuna Cervona Dolîna din raionul Bobrîneț, regiunea Kirovohrad, Ucraina.

## Demografie
Componența lingvistică a localității Bohdanivka
     Ucraineană (88,13%)
     Rusă (8,75%)
     Română (3,13%)
Conform recensământului din 2001, majoritatea populației localității Bohdanivka era vorbitoare de ucraineană (88,13%), existând în minoritate și vorbitori de rusă (8,75%) și română (3,13%).